# Drepanium pseudofastigiatum
Drepanium pseudofastigiatum là một loài Rêu trong họ Hypnaceae. Loài này được (Müll. Hal. & Kindb.) G. Roth mô tả khoa học đầu tiên năm 1904.